# Laurie Spiegel
Laurie Spiegel (Chicago, 20 de septiembre de 1945) es una compositora estadounidense, conocida principalmente por sus composiciones de música electrónica y su software de composición algorítmica Music Mouse. También toca la guitarra y el laúd.
Algunos vieron a Spiegel como una pionera de la escena de la nueva música de Nueva York. Se retiró de esta escena a principios de la década de 1980, creyendo que su enfoque se había desplazado del proceso artístico al producto. Si bien continúa apoyándose a sí misma a través del desarrollo de software, Spiegel apunta a usar la tecnología en la música como un medio para promover su arte, en lugar de como un fin en sí mismo. En sus palabras, "automatizo todo lo que se puede automatizar para poder ser más libre, para centrarme en aquellos aspectos de la música que no se pueden automatizar. El desafío es averiguar cuál es cuál".
La interpretación de Spiegel de la obra Harmonices mundi, de Johannes Kepler, fue elegida para la apertura en la sección 'Sonidos de la Tierra' del disco de oro colocado a bordo de la nave espacial Voyager en 1977. Otro trabajo, titulado 'Sediment', fue incluido en la película de 2012 Los juegos del hambre.
Ha sido incluida en el Salón de la Fama Nacional de Mujeres.

## Biografía

### Estudios musicales
Las primeras experiencias musicales de Spiegel fueron en gran medida autodidactas, comenzando con la mandolina, la guitarra y el banjo que tenía cuando era niña, que aprendió a tocar de oído. Aprendió por sí sola la notación musical occidental a la edad de 20 años, después de lo cual comenzó a escribir sus composiciones.
Atendió al colegio Shimer, en un programa que permitía a las personas inscribirse al colegio sin haber concluido la preparatoria. Después asistió a la Universidad de Oxford.
Después de recibir el grado AB en Ciencias Sociales de Shimer en 1967, Siegel se quedó en Oxford un año adicional, ligando a Londres para estudiar guitarra, teoría y composición con John W. Duarte. Luego de moverse a la ciudad de Nueva York, trabajo por un corto periodo de tiempo en investigación de ciencias sociales, haciendo películas documentales, se fue luego a estudiar composición con Jacob Druckman, Vincent Perischetti y Hall Overton en la Juilliard School de 1969 a 1972, de forma privada con Emmanuel Ghent, para después volverse a incorporar con Druckman en el Brooklyn College, completando su MA en composición musical en 1975.

### Carrera
Mejor conocida por el uso de su lógica algorítmica e interactiva como parte de su proceso de composición, Spiegel trabajó con Buchla y sintetizadores de Electronic Music Laboratories, subsecuentemente muchos después, generalmente sistemas experimentales a nivel prototipo de generación de música e imagen, que incluyen el sistema GROOVE (1973-1978), Alles Machine(1977), Max Mathew´s RTSked e instalaciones de John R, Pierce (1984, después conocidos como la escala de Bohlen-Pierce) en Bell Labs, el alphaSyntauri para la Apple II (1978-1981) y el Mcleiver (1981-1985).
El software más conocido y usado abiertamente fue el Music Mouse—un instrumento inteligente (1986) para Macintosh, Amiga y ordenadores Atari. Las designaciones de “Instrumento Inteligente” refiere a programas integrados con conocimiento de acordes, escalas y restricciones de estilo. Automatizar estos procesos permite al usuario centrarse en otros aspectos de la música en tiempo real. En adición a las improvisaciones usando el software, Siegel compuso varios trabajos usando el Music Mouse que incluyen “Cavis Muris” en 1986, “Three Sonic Spaces” en 1989, y “Sound Zones” en 1990. Continuó actualizando el programa a través de Macintosh OS, por ahí del 2012, se mantuvo disponible para comprarlo o bajar el demo desde su sitio Web.
A parte de la música electrónica generada por computadora, Spiegel tiene trabajos de piano, guitarra y otros instrumentos, así como orquesta pequeña; al igual que dibujos, fotografía, arte en vídeo, muchos escritos y software de computación. En el dominio visual, Spiegel escribió uno de los primeros programas de dibujo y pintura en Bell Labs, el cual se expandió para incluir video interactivo y audio sincronizado, a mitad de los años 70´s.
Persiguiendo su concepto de música visual, fue una vídeo artista residente en el Experimental Televisión Lab de la WNET Thirteen en Nueva York (1976). Compuso música para series para la Tv Lab de forma semanal “VTR—Video and Televisión Review” un especial de efectos de audio para la película de ciencia ficción The Lathe of Heaven, ambas bajo la dirección de David Loxton.
Además de la creación de software para computadoras, comenzando a principios de los años 70´s, Spiegel se promovió a sí misma enseñando y componiendo soundtracks, habiendo tenido un trabajo constante a través de aquella década, en Spectra Films, Valkhn Films, The Experimental TV Lab and WNET (PBS), y subsecuentemente para varios artistas individuales de video, animadores y directores. En la década de los 80´s se enfocó más en la creación de software para crear música estudiando en la rama de la tecnología musical, de igual forma enseñando en la Cooper Union y la NYU, lugar en el que estableció el primer estudio musical de computadoras.

## Artículos y Entrevistas
- Interview with Laurie Spiegel Archivado el 18 de marzo de 2018 en Wayback Machine. en sexmagazine
- Interview with Laurie Spiegel en Tokafi
- The Different Computer of Laurie Spiegel en radiom
- Rare ’70s Electronic Music Is Hidden in The Hunger Games en Wired

## Discografía
- 60x60 (2006-2007) publicado en 2008. Compilación de 2 Cd´s de trabajos de 60 segundos del proyecto 60x60.
- Ooppera, 2004. Un álbum de óperas de 10 minutos de grabaciones de sonidos de animales.
- Harmonices Mundi (1977, lanzado en 2004). Una realización de Kepler del movimiento de los planetas.
- P-ART Project - 12 Portraits, 2001. Compilación de 12 compositores incluyendo Spiegel's "Conversational Paws".
- Obsolete Systems, 1991.Una retrospectiva del trabajo de Spiegel durante los 70´s y 80´s, ejecutado en instrumentos electrónicos obsoletos.
- OHM: Los primeros gurus de los música electrónica, 2000. 3-CD compilación que incluye la 1974 Appalachian Grove Spiegel.
- Miniatures 2 - una secuencia de 60 piezas maestras pequeñas, 2000. Una compilación de 60 artistas del soundtrack del vídeo de Dan Sandin, A volume of Julia.
- Female of the Species'1996', una compilación de 2-CD de compositores musicales femeninos.
- Enhanced Gravity, 1999. Composiciones así como texto y arte multimedia de Spiegel, y arte multimedia de 9 artistas más.
- Cocks Crow, Dogs Bark: New Compositional Intentions, 1998. Companion CD de Leonardo Music Journal #7.
- Women in Electronic Music - 1977, 1977, re-lanzado en 1998. CD compilatorio de mujeres en la música electrónica.
- Computer Music Journal Sound Anthology, 1996. Companion CD para la edición del 20 Aniversario de Computer Music Journal
- Unseen Worlds, 1991, re-lanzado 1994. Trabajos de Laurie Spiegel.
- The Virtuoso in the Computer Age - III, 1993. CD compilatorio de cuatro artistas de la música electrónica, incluyendo Cavis Muris (1986) de Spiegel.
- Murmurs of Earth: The Voyager Interstellar Record, 1992. Música de Sounds of Earth producida para ser lanzada en el Voyager spacecraft, contiene partes de Harmonices Mundi.
- New American Music Vol. 2 LP.
- The Expanding Universe, 1980. Contiene 4 piezas creadas usando el sistema GROOVE de Bell Labs. Re-lanzado con material adicional en 2012.
- Music for New Electronic Media, 1977. Grabaciones tempranas de varios artistas de la música electrónica.